# Heliophanus bisulcus
Heliophanus bisulcus là một loài nhện trong họ Salticidae.
Loài này thuộc chi Heliophanus. Heliophanus bisulcus được Wanda Wesołowska miêu tả năm 1986.